# Emilio Almansi
Emilio Almansi (né à Florence le 15 avril 1869 et mort dans la même ville le 10 août 1948) est un ingénieur et mathématicien italien qui consacra l'essentiel de ses recherches à la géométrie différentielle et ses applications à la théorie mathématique de l'élasticité, particulièrement aux problèmes de grandes déformations.

## Biographie
Issu d'une famille aisée de Toscane, Emilio Almansi suivit des études d'ingénieur à l'École technique de Turin (diplômé en 1893) et prépara une thèse en mathématiques (1899). 
Il fut assistant de Vito Volterra puis, de 1903 à 1910, professeur à l’Université de Pavie et enfin, de 1912 à 1922, professeur de mécanique rationnelle à l'Université de Rome « La Sapienza ». Son cours a été publié sous le titre Introduzione alla scienza delle costruzioni. En mécanique des solides déformables, son nom est associé au tenseur des déformations en description eulérienne, le tenseur d’Almansi-Euler.
Almansi publia également des articles consacrés à l'électrostatique et à la mécanique céleste. En 1911, la Société Italienne des Sciences couronna ses travaux de mathématiques par la médaille d'or, et il fut par la suite coopté membre associé de l'Académie des Lyncéens.

## Source
- (it) Cet article est partiellement ou en totalité issu de l’article de Wikipédia en italien intitulé « Emilio Almansi » (voir la liste des auteurs).